# Laurent Bordelon
L'abbé Laurent Bordelon, né à Bourges en 1653 et mort à Paris le 6 avril 1730, est un docteur en théologie, dramaturge, polygraphe et utopiste progressiste français. Il a écrit « une centaine de volumes hâtifs ou de compilations sur tous les sujets ».

## Publications (liste partielle)
- Entretiens curieux sur l'astrologie judiciaire, Paris, 1689 — Attaque assez célèbre contre l'astrologie, notamment contre Nostradamus.
- Arlequin comédien aux Champs-Élysées, comédie (1692)
- Molière comédien aux Champs-Élysées, comédie (1694)
- Mital, ou Aventures incroyables (1708)
- L'Esprit de Guy Patin (1709) — Guy Patin (1601–1672), homme de lettres et médecin.
- L'Histoire des imaginations extravagantes de monsieur Oufle, servant de preservatif contre la lecture des livres qui traitent de la magie, du grimoire, des démoniaques, sorciers ... des esprits-folets, génies, phantòmes & autres revenans; des songes, de la pierre philosophale, de l'astrologie judiciaire,  Edition pirate, Amsterdam, 1710 ; édition Duchesne, Paris, 1754 ; Edition Amsterdam, 1789
  - (en) A history of the ridiculous extravagancies of Monsieur Oufle, 1711
  - (de) Historie, oder, Wunderliche Erzehlung der seltsamen Einbildungenste, welche Monsieur Oufle ausz Lesung solcher Bücher bekommen, Dantzig, 1712
- Les Coudées franches (1712) — En ligne : première partie
- Nouveautés dédiées à gens de différents états, depuis la charrue jusqu'au sceptre, 2 vol., Paris, 1724 — Ouvrage écornant toutes les catégories sociales du début du XVIIIe siècle et se jouant des défauts de chacune. Le style caustique ne passa pas inaperçu.
- Entretiens des cheminées de Paris, La Haye, Pierre de Hondt, 1736

### Listes de publications en ligne
- Sur Gallica
- D'après WorldCat